# Santana (São Tomé i Príncipe)
Santana és una vila de São Tomé i Príncipe. Es troba al districte de Cantagalo, a la costa oriental de l'illa de São Tomé. La seva població és de 628 (2008 est.).

## Evolució de la població
| 2001 | 2008 |
| 551  | 628  |

## Agermanaments
- Cascais

## Personatges
- Alda Bandeira, política de São Tomé